# Девојка у плавом
Девојка у плавом је слика српског писца и сликара Ђуре Јакшића настала током 1856. године. Пример је портрета српског романтизма из средине XIX века. Слика је рађена у техници уље на платну и верује се да приказује Емилију Милу Поповић, ћерку Лазара Поповића, власника гостионице „Код белог крста” у коју је Ђура био заљубљен.
Слика је настала у Великој Кикинди и изложена је у Галерији српске уметности XVIII и XIX века у оквиру сталне поставке Народног музеја Србије у Београду.

## Анализа
Слика приказује младу девојку у плавој блузи или хаљини са белом кошуљом. Осим црне пантљике, особа са слике нема других украса нити накита. Девојчина коса је тамно смеђа са локнама а тен светао са руменим образима. Позадина слике је смеђе боје и приказани су ефекти сенке и светлости. Утисак дубине постигнут је употребом сфумато ефекта.

## Настанак портрета
Године 1856, двадесетчетворогодишњи Ђура Јакшић живео је и стварао у Великој Кикинди. Током свог боравка у том граду, често је посећивао гостионицу „Код белог Крста” у којој је радила Емилија Поповић, кћи Лазара Поповића који је био власник гостионицу. Заљубљен у конобарицу, често је посећивао локал, стварајући њене скице и цртеже на парчету папира или салветама. Након што се Емилија удала за за редитеља и драматурга Ђуру Рајковића, са којим ће се преселити у Нови Сад, Ђура пада у меланхонију; пише поему посвећену Мили, и слика њен портрет на основу скица и сећања.